# Сейто-Мару
Сейто-Мару — транспортне судно, яке під час Другої світової війни брало участь у операціях японських збройних сил на Тихому океані.
Судно спорудили як SS Chengtu в 1914 році на британській верфі Dunlop, Bremner & Co. Ltd. у Глазго для компанії China Navigation Co. Ltd.
В 1940-му судно реквізували для потреб британського Воєнного міністерства. На момент нападу Японії воно знаходилось в Гонконгу, де було затоплене 25 грудня 1941-го перед падінням цієї бази. 
В подальшому японці підняли корабель та використовували його під назвою «Сейто-Мару». Є відомості, що восени 1943-го воно працювало на півночі Японського архупелагу. 
Не пізніше літа 1944-го судно прибуло до Південно-Східної Азії – відомо, що 1 – 6 серпня воно прослідувало в конвої з Балікпапану (центр нафтовидобувної промисловості на сході Борнео) до Сурабаї (головна база на сході острова Ява).
26 жовтня 1944-го «Сейто-Мару» знаходилось у Макассарській протоці біля південно-східного завершення острова Борнео, де підірвалось на міні та затонуло. Мінування провели австралійські гідролітаки «Каталіна», що вилітали з Дарвіну та перед рейсом до Борнео провадили дозаправку від американської плавбази USS Tangier поблизу острова Моротай (тут десант союзників висадився у вересні 1944-го).